# وادیم دومبروفسکی
وادیم دومبروفسکی (به انگلیسی: Vadim Dombrovskiy) (زادهٔ ۲۱ مهٔ ۱۹۵۸) شناگر اهل شوروی است.